# Comuna Lueta, Harghita
Lueta (în maghiară Lövéte) este o comună în județul Harghita, Transilvania, România, formată din satele Băile Chirui și Lueta (reședința).

## Demografie
Componența etnică a comunei Lueta
     Maghiari (95,9%)
     Alte etnii (0,3%)
     Necunoscută (3,8%)
Componența confesională a comunei Lueta
     Romano-catolici (94,34%)
     Alte religii (1,68%)
     Necunoscută (3,98%)
Conform recensământului efectuat în 2021, populația comunei Lueta se ridică la 3.338 de locuitori, în scădere față de recensământul anterior din 2011, când fuseseră înregistrați 3.439 de locuitori. Majoritatea locuitorilor sunt maghiari (95,9%), iar pentru 3,8% nu se cunoaște apartenența etnică. Din punct de vedere confesional, majoritatea locuitorilor sunt romano-catolici (94,34%), iar pentru 3,98% nu se cunoaște apartenența confesională.

## Politică și administrație
Comuna Lueta este administrată de un primar și un consiliu local compus din 13 consilieri. Primarul, Dénes Mihály[*], de la Uniunea Democrată Maghiară din România, este în funcție din 2016. Începând cu alegerile locale din 2024, consiliul local are următoarea componență pe partide politice:
|  | Partid                                 | Consilieri | Componența Consiliului | Componența Consiliului | Componența Consiliului | Componența Consiliului | Componența Consiliului | Componența Consiliului | Componența Consiliului | Componența Consiliului | Componența Consiliului | Componența Consiliului | Componența Consiliului | Componența Consiliului |
|  | -------------------------------------- | ---------- | ---------------------- | ---------------------- | ---------------------- | ---------------------- | ---------------------- | ---------------------- | ---------------------- | ---------------------- | ---------------------- | ---------------------- | ---------------------- | ---------------------- |
|  | Uniunea Democrată Maghiară din România | 12         |                        |                        |                        |                        |                        |                        |                        |                        |                        |                        |                        |                        |
|  | Bencze Arnold                          | 1          |                        |                        |                        |                        |                        |                        |                        |                        |                        |                        |                        |                        |